# فوكس بات (فلم)
فوكس بات (بالإنجليزية: Foxbat) هو فيلم تجسس وأكشن انتج سنة 1977 من إخراج بو تشيه ليونج وشارك في كتابته تيرينس يونغ، ومن بطولة هنري سيلفا وفونيتا ماكجي وريك فان نوتر وروي تشياو. وهو يستند على قصة أصلية كتبها فيليب تشن وليونغ.

## الإطلاق
صدر الفيلم في البداية في هونغ كونغ تحت عنوان Woo fook في 15 ديسمبر 1977. أثناء عدم تلقيه إصدارًا مسرحيًا أمريكيًا، تم بثه لاحقًا على تلفزيون سي بي إس.

## روابط خارجية
- مقالات تستعمل روابط فنية بلا صلة مع ويكي بيانات